# 16 에이커스
《16 에이커스》(16 Acres)는 미국에서 제작된 리처드 행킨 감독의 2012년 다큐멘터리 영화이다. 마이클 블룸버그 등이 출연하였다.
제목은 9·11 테러 당시 세계 무역 센터가 차지하고 있던 16 에이커의 땅을 가리킨다.

## 출연
- 마이클 블룸버그
- 조지 퍼타키
- 대니얼 리버스킨드
- 래리 실버스틴